# Andrij Romanczuk
Andrij Mykołajowycz Romanczuk, ukr. Андрій Миколайович Романчук (ur. 27 lipca 1961 w Permie, Rosyjska FSRR) – ukraiński piłkarz, grający na pozycji obrońcy, a wcześniej pomocnika.

## Kariera piłkarska

### Kariera klubowa
W 1982 rozpoczął karierę piłkarską w zespole amatorskim Chimik Kałusz. W latach 1984–1985 występował w klubie Wtoroj ligi ZSRR Zvejnieks Lipawa, ale w ciągu dwóch lat rozegrał tylko 7 meczów. W 1988 został piłkarzem Zakarpattia Użhorod. Na początku 1991 przeszedł do Prykarpattia Iwano-Frankiwsk, skąd w 1994 został wypożyczony do Chutrowyka Tyśmienica. Na początku 1995 wrócił do Chimika Kałusz, z którym awansował z Amatorskiej ligi do Ukraińskiej Drugiej ligi. Latem 1996 przeniósł się do Pokuttia Kołomyja. Podczas przerwy zimowej sezonu 1997/98 powrócił znów do klubu z Kałusza, w barwach którego zakończył karierę piłkarza w roku 2001.

## Sukcesy i odznaczenia

### Sukcesy klubowe
Prykarpattia Iwano-Frankiwsk
- mistrz Ukraińskiej Pierwszej ligi: 1993/94